# Martin Redmayne, Baron Redmayne
Martin Redmayne, Baron Redmayne of Ruchcliffe DSO, TD, PC, britanski general, * 16. november 1910, † 28. april 1983.